# Belli e dannati (film)
Belli e dannati (My Own Private Idaho) è un film del 1991 diretto da Gus Van Sant con protagonisti Keanu Reeves e River Phoenix che per l'interpretazione ha vinto la Coppa Volpi come miglior attore e un Independent Spirit Award.
La pellicola è una libera interpretazione del celebre dramma storico Enrico IV di William Shakespeare.

## Trama
Mike Waters e Scott Favor sono due giovani tossicomani di Seattle che per vivere si prostituiscono, vendendosi sia a uomini sia a donne. Mike è omosessuale e ha gravi problemi di narcolessia; abbandonato da bambino in circostanze misteriose, ha sempre vissuto con l'ossessione di ritrovare la madre, che spesso appare nei suoi sogni. Scott è il figlio ribelle del sindaco di Portland, nell'Oregon, e dedica gran parte del suo tempo a mettere in imbarazzo il padre, scandalizzato dal suo stile di vita, e si occupa dell'amico Mike quando questi ha una delle sue crisi. Scott e Mike si accompagnano ad altri prostituti e drogati della città, capeggiati da Bob Pigeon, il padre spirituale di Scott.
Mike decide di andare a trovare il "fratello" Dick nell'Idaho e Scott lo accompagna in moto senza esitazioni. In questa occasione, Mike confessa all'amico di essere innamorato di lui, ma l'altro si dichiara eterosessuale, sostenendo che la loro vita di strada è solo temporanea.
Quando il ragazzo ha la conferma che in realtà Dick è suo padre, questi gli offre la possibilità di ritrovare sua madre e Mike non esita ad avviare la sua ricerca, che lo porterà a Roma, sempre in compagnia di Scott. Una volta in Italia, i due scoprono che la madre è scomparsa nel nulla. Scott, nel frattempo, si innamora di una ragazza romana, Carmela, e parte con lei per Portland, lasciando Mike da solo a continuare disperato il suo vagabondaggio, tra droga e prostituzione.
Al suo ritorno a casa, Scott riceve l'eredità del padre appena morto e rinnega la sua vita precedente e gli amici di un tempo, ricostruendosi una vita con Carmela.

## Produzione

### Sviluppo
Il titolo in lingua originale è My Own Private Idaho: non si riferisce direttamente alla canzone Private Idaho dei The B-52's, anche se nei titoli di coda c'è un ringraziamento al gruppo; un significato plausibile è che Mike vive nel suo mondo di fantasia, ovvero l'Idaho nei suoi sogni, quindi il "suo Idaho privato", che rappresenta il luogo dove vive felicemente con sua madre e con Scott, a dispetto della dura realtà dei fatti; tutto questo sarebbe in linea con la canzone dei B-52's.
Il titolo scelto per l'edizione italiana dunque non terrebbe conto di questo aspetto pressoché fondamentale della narrazione, avendo i distributori preferito adottarne uno che piuttosto ne risaltasse il carattere maudit della storia e il precario stile di vita dei protagonisti (soprattutto per quanto riguarda Mike).

### Cast
River Phoenix e Rodney Harvey finirono per davvero nel tunnel della tossicodipendenza e morirono per conseguente overdose rispettivamente nel 1993 e nel 1998. River aveva 23 anni.

#### Cameo
Nella scena in cui i due protagonisti si trovano a Roma c'è un cameo di un giovane Massimo Di Cataldo.
Quando Mike e Scott entrano nell'hotel, anche il regista Gus Van Sant fa una comparsa nei panni di un fattorino.

### Riprese
Quando Mike è in Idaho riesce a scorgere il monte Hood: non solo la montagna è troppo lontana per essere vista (più di 320 km), ma c'è addirittura un'altra montagna tra l'Idaho e il monte Hood, che ne blocca la vista.

## Distribuzione

### Doppiaggio
Nel doppiaggio italiano la voce di Keanu Reeves è quella di Mario Persichetti, pseudonimo di Pino Insegno.

## Riconoscimenti
- 1991 - Mostra del Cinema di Venezia
  - Coppa Volpi a River Phoenix
- 1992 - Independent Spirit Awards
  - Miglior attore protagonista a River Phoenix
  - Miglior sceneggiatura a Gus Van Sant
  - Miglior colonna sonora a Bill Stafford
- 2024
  - è stato selezionato per la conservazione nel National Film Registry degli Stati Uniti dalla Biblioteca del Congresso come "culturalmente, storicamente o esteticamente significativo"

## Influenza culturale
Nel film spagnolo Tesis, nella camera da letto della protagonista, figura un poster del film di Gus Van Sant, regista del film.